# توبی آستین ریچارد ویلیام لو
توبی آستین ریچارد ویلیام لو (انگلیسی: Toby Low, 1st Baron Aldington; ۲۵ مهٔ ۱۹۱۴ – ۷ دسامبر ۲۰۰۰) اهالی کسب‌وکار، سیاستمدار و نظامی اهل بریتانیا بود. وی همچنین برندهٔ جوایزی همچون نشان امپراتوری بریتانیا شده‌است.